# Arcossó
Arcossó ist ein Ort und eine ehemalige Gemeinde (Freguesia) im portugiesischen Kreis Chaves. Die Gemeinde hatte 325 Einwohner (Stand 30. Juni 2011).
Am 29. September 2013 wurden die Gemeinden Arcossó, Selhariz, Vilarinho das Paranheiras und Vidago zur neuen Gemeinde Vidago (União das Freguesias de Vidago, Arcossó, Selhariz e Vilarinho das Paranheiras) zusammengeschlossen.